# Katharina Hobgarski
Katharina Hobgarski (Neunkirchen (Saarland), 18 giugno 1997) è una tennista tedesca.

## Carriera
Katharina Hobgarski ha vinto 17 titoli in singolare e 22 titoli in doppio nel circuito ITF in carriera. Il 9 gennaio 2023 ha raggiunto il best ranking mondiale nel singolare, nr 189; il 25 dicembre 2023 ha raggiunto il miglior piazzamento mondiale nel doppio, nr 273.
Ha fatto il suo debutto nel circuito maggiore al Nürnberger Versicherungscup 2016 grazie ad una wildcard per entrambe le discipline; nel singolare viene sconfitta nel primo turno dalla statunitense Varvara Lepchenko, mentre nel doppio con la connazionale Carina Witthöft vengono fatte fuori all'esordio dalle altre tenniste tedesche Annika Beck e Anna-Lena Friedsam al super tiebreak del terzo set.

## Statistiche ITF

### Singolare

#### Vittorie (17)
| Torneo $100.000 (0) |
| Torneo $80.000 (0)  |
| Torneo $75.000 (0)  |
| Torneo $60.000 (0)  |
| Torneo $50.000 (0)  |
| Torneo $40.000 (0)  |
| Torneo $25.000 (8)  |
| Torneo $15.000 (1)  |
| Torneo $10.000 (8)  |

| N.  | Data              | Torneo                                       | Superficie  | Avversaria in finale    | Punteggio     |
| 1.  | 26 giugno 2016    | Kaltenkirchen Open, Kaltenkirchen            | Terra rossa | Lisa Matviyenko         | 6-3, 6-3      |
| 2.  | 27 agosto 2016    | Nuremberg Open, Norimberga                   | Terra rossa | Jade Suvrijn            | 2–6, 6–0, 6–2 |
| 3.  | 25 settembre 2016 | Hammamet Open, Hammamet                      | Terra rossa | Fernanda Brito          | 6-2, 6-2      |
| 4.  | 2 ottobre 2016    | Hammamet Open, Hammamet                      | Terra rossa | Fernanda Brito          | 6-0, 7-5      |
| 5.  | 9 ottobre 2016    | Hammamet Open, Hammamet                      | Terra rossa | Barbara Kötelesová      | 6-4, 6-2      |
| 6.  | 13 novembre 2016  | Hammamet Open, Hammamet                      | Terra rossa | Carolina Meligeni Alves | 6-0, 6-1      |
| 7.  | 20 novembre 2016  | Hammamet Open, Hammamet                      | Terra rossa | Yasmine Mansouri        | 6-4, 6-2      |
| 8.  | 27 novembre 2016  | Hammamet Open, Hammamet                      | Terra rossa | Gaia Sanesi             | 6-1, 7-5      |
| 9.  | 23 luglio 2017    | Schönbusch Open, Aschaffenburg               | Terra rossa | Yvonne Cavalle-Reimers  | 7-5, 6-4      |
| 10. | 30 settembre 2018 | Forte Village International Tournament, Pula | Terra rossa | Carolina Meligeni Alves | 7-6(3), 6-2   |
| 11. | 3 luglio 2022     | ITF Stoccarda, Stoccarda                     | Terra rossa | Sinja Kraus             | 7-5, 6-2      |
| 12. | 25 settembre 2022 | ForteVillage ITF Trophy, Pula                | Terra rossa | Camilla Rosatello       | 6-1, 6-1      |
| 13. | 24 settembre 2023 | ForteVillage ITF Trophy, Pula                | Terra rossa | Federica Bilardo        | 7-5, 6-3      |
| 14. | 14 aprile 2024    | Hammamet Open, Hammamet                      | Terra rossa | Sofia Rocchetti         | 6-2, 1-6, 6-2 |
| 15. | 19 gennaio 2025   | Magic Hotel Tours by FTT, Monastir           | Cemento     | Lee Eun-ji              | 7-5, 6-3      |
| 16. | 22 giugno 2025    | Klosters Open, Klosters                      | Terra rossa | Anastasija Gasanova     | 6-2, 7-6(2)   |
| 17. | 6 luglio 2025     | Amstelveen Women's Open, Amstelveen          | Terra rossa | Louisa Chirico          | 0-1 rit.      |

#### Sconfitte (13)
| Torneo $100.000 (0) |
| Torneo $80.000 (0)  |
| Torneo $75.000 (0)  |
| Torneo $60.000 (2)  |
| Torneo $50.000 (0)  |
| Torneo $40.000 (0)  |
| Torneo $25.000 (8)  |
| Torneo $15.000 (2)  |
| Torneo $10.000 (1)  |

| N.  | Data              | Torneo                                                 | Superficie  | Avversaria in finale   | Punteggio        |
| 1.  | 8 novembre 2015   | ITF Women's Circuit Port El Kantaoui, Port El Kantaoui | Cemento     | Valerija Strachova     | 6(3)-7, 0-3 rit. |
| 2.  | 5 marzo 2017      | ITF Women Palmanova, Palma Nova                        | Terra rossa | Isabelle Wallace       | 6(4), 0–6        |
| 3.  | 24 giugno 2018    | Hammamet Open, Hammamet                                | Terra rossa | Fernanda Brito         | 4-6, 2-6         |
| 4.  | 9 luglio 2018     | Schönbusch Open, Aschaffenburg                         | Terra rossa | Anna Zaja              | 4-6, 5-7         |
| 5.  | 9 settembre 2018  | Allianz Cup, Sofia                                     | Terra rossa | Barbara Haas           | 3-6, 2-6         |
| 6.  | 7 luglio 2019     | Open Porte du Hainaut, Denain                          | Terra rossa | Eléonora Molinaro      | 4–6, 6–1, 3–6    |
| 7.  | 14 luglio 2019    | Reinert Open, Versmold                                 | Terra rossa | Nina Stojanović        | 0-6, 5-7         |
| 8.  | 14 settembre 2019 | Meitar Open, Meitar                                    | Cemento     | Clara Tauson           | 6-4, 3-6, 1-6    |
| 9.  | 20 febbraio 2022  | Antalya Series, Adalia                                 | Terra rossa | Wang Yafan             | 5-7, 3-6         |
| 10. | 26 giugno 2022    | Engie Open du Périgord, Périgueux                      | Terra rossa | Séléna Janicijevic     | 3-6, 2-6         |
| 11. | 17 luglio 2022    | Schönbusch Open, Aschaffenburg                         | Terra rossa | Jéssica Bouzas Maneiro | 1-6, 2-6         |
| 12. | 1º ottobre 2023   | ForteVillage ITF Trophy, Pula                          | Terra rossa | Nikola Bartůňková      | 0-6, 0-1 rit.    |
| 13. | 18 agosto 2024    | Gonzalez Academy Events, Duffel                        | Terra rossa | Natália Szabanin       | 6(3)-7, 6-3, 0-6 |

### Doppio

#### Vittorie (22)
| Torneo $100.000 (0) |
| Torneo $80.000 (0)  |
| Torneo $75.000 (0)  |
| Torneo $60.000 (0)  |
| Torneo $50.000 (0)  |
| Torneo $40.000 (0)  |
| Torneo $25.000 (12) |
| Torneo $15.000 (7)  |
| Torneo $10.000 (3)  |

| N.  | Data              | Torneo                                       | Superficie  | Compagna            | Avversarie in finale                           | Punteggio            |
| 1.  | 3 aprile 2016     | Hammamet Open, Hammamet                      | Terra rossa | Elena-Gabriela Ruse | Ola Abou Zekry Snehadevi Reddy                 | 6-4, 6-4             |
| 2.  | 13 giugno 2016    | Braunschweig Women's Open, Braunschweig      | Terra rossa | Katharina Gerlach   | Anita Husarić Nina Stojanović                  | 6-4, 6-3             |
| 3.  | 25 giugno 2016    | Kaltenkirchen Open, Kaltenkirchen            | Terra rossa | Julia Wachaczyk     | Bianka Békefi Charlotte Römer                  | 6-4, 6-2             |
| 4.  | 5 agosto 2016     | Rebecq Open, Rebecq                          | Terra rossa | Emily Arbuthnott    | Justyna Jegiołka Chiara Scholl                 | 6-1, 6-1             |
| 5.  | 25 febbraio 2017  | Ciudad de Palma Nova, Palma Nova             | Terra rossa | Katharina Gerlach   | Yvonne Cavallé Reimers Olga Sáez Larra         | 6-4, 6-4             |
| 6.  | 23 luglio 2017    | Schönbusch Open, Aschaffenburg               | Terra rossa | Julia Wachaczyk     | Yuki Kristina Chiang Lisa Ponomar              | 6–3, 2–6, [10–3]     |
| 7.  | 7 aprile 2019     | Forte Village International Tournament, Pula | Terra rossa | Valerija Strachova  | Giorgia Marchetti Camilla Rosatello            | 6–2, 6(4)–7, [13–11] |
| 8.  | 29 giugno 2019    | Darmstadt Tennis International, Darmstadt    | Terra rossa | Vivian Heisen       | Lena Lutzeier Natalia Siedliska                | 6(4)–7, 6–2, [10–4]  |
| 9.  | 31 agosto 2019    | Vienna Open, Vienna                          | Terra rossa | Vivian Heisen       | Irene Burillo Escorihuela Andrea Lazaro Garcia | 7-6(4), 6–4          |
| 10. | 20 settembre 2019 | AEGON Pro Series Roehampton, Roehampton      | Cemento     | Vivian Heisen       | Freya Christie Maria Sanchez                   | 7-5, 1-6, [10-7]     |
| 11. | 22 maggio 2021    | ITF Women's Circuit Antalya, Adalia          | Terra rossa | Ylena In-Albon      | Eva Vedder Stéphanie Visscher                  | 6-3, 6-3             |
| 12. | 28 agosto 2021    | Braunschweig Women's Open, Braunschweig      | Terra rossa | Valeryja Strachova  | Tamira Paszek Chiara Scholl                    | 3–6, 6–2, [12–10]    |
| 13. | 12 febbraio 2022  | Antalya Series, Adalia                       | Terra rossa | Mariana Dražić      | Angelica Moratelli Amarissa Kiara Tóth         | 7-5, 6-4             |
| 14. | 17 giugno 2022    | Open TCM Denain La Porte du Hainaut, Denain  | Terra rossa | Valeryja Strachova  | Kamilla Bartone Anita Wagner                   | 6-0, 6-4             |
| 15. | 23 settembre 2023 | ForteVillage ITF Trophy, Pula                | Terra rossa | Živa Falkner        | Yasmine Mansouri Miriana Tona                  | 6-1, 6-2             |
| 16. | 30 settembre 2023 | ForteVillage ITF Trophy, Pula                | Terra rossa | Ekaterine Gorgodze  | Yvonne Cavallé Reimers Aurora Zantedeschi      | 6-2, 6-4             |
| 17. | 23 marzo 2024     | Women's Heraklion, Heraklion                 | Terra rossa | Polina Lejkina      | Irene Lavino Sapfo Sakellaridi                 | 4-6, 6-1, [10-3]     |
| 18. | 10 agosto 2024    | Leipzig Open, Lipsia                         | Terra rossa | Ekaterine Gorgodze  | Denisa Hindová Julie Štruplová                 | 6-2, 3-6, [10-8]     |
| 19. | 29 novembre 2024  | Lousada Indoor Open, Lousada                 | Cemento (i) | Antonia Schmidt     | Baylen Brown Jamilah Snells                    | 6-4, 6-2             |
| 20. | 22 febbraio 2025  | Magic Tours by FTT, Monastir                 | Cemento     | Silvia Ambrosio     | Arabella Koller Eliessa Vanlangendonck         | 6-3, 6-3             |
| 21. | 1º marzo 2025     | Magic Tours by FTT, Monastir                 | Cemento     | Silvia Ambrosio     | Julia Adams Lilian Poling                      | 6-4, 6(4)-7, [10-4]  |
| 22. | 5 aprile 2025     | Heraklion Women's, Heraklion                 | Terra rossa | Adrienn Nagy        | Rositsa Denčeva Franziska Sziedat              | 6-1, 6-1             |

#### Sconfitte (12)
| Torneo $100.000 (0) |
| Torneo $80.000 (0)  |
| Torneo $75.000 (0)  |
| Torneo $60.000 (1)  |
| Torneo $50.000 (0)  |
| Torneo $40.000 (0)  |
| Torneo $25.000 (10) |
| Torneo $15.000 (0)  |
| Torneo $10.000 (1)  |

| N.  | Data              | Torneo                                       | Superficie  | Compagna           | Avversarie in finale                 | Punteggio            |
| 1.  | 28 agosto 2016    | ITF Franconia Open, Norimberga               | Terra rossa | Anita Husarić      | Dasha Ivanova Petra Krejsová         | 7–5, 1–6, [8–10]     |
| 2.  | 15 settembre 2018 | Forte Village International Tournament, Pula | Terra rossa | Emily Arbuthnott   | Martina Colmegna Federica Di Sarra   | 6(0)-7, 2-6          |
| 3.  | 6 agosto 2023     | Hechingen Ladies Open, Hechingen             | Terra rossa | Ekaterine Gorgodze | Alëna Fomina-Klotz Lina Ǵorčeska     | 2-6, 4-6             |
| 4.  | 27 ottobre 2023   | ForteVillage ITF Trophy, Pula                | Terra rossa | Ylena In-Albon     | Martina Colmegna Guillermina Naya    | 2-6, 7-6(6), [8-10]  |
| 5.  | 25 novembre 2023  | Kaeline WTT Pro Series Limassol, Limassol    | Cemento     | Guiomar Maristany  | Julie Štruplová Hanne Vandewinkel    | 4-6, 4-6             |
| 6.  | 9 dicembre 2023   | Magic Tours by FTT, Monastir                 | Cemento     | Sapfo Sakellaridi  | Magali Kempen Lara Salden            | 7-6(5), 4-6, [4-10]  |
| 7.  | 17 febbraio 2024  | Hammamet Open, Hammamet                      | Terra rossa | Amina Anšba        | Oana Gavrilă Sapfo Sakellaridi       | 7-6(5), 5-7, [4-10]  |
| 8.  | 29 giugno 2024    | Klosters Women's, Klosters                   | Terra rossa | Antonia Schmidt    | Jenny Dürst Nina Vargová             | 2-6, 6-4, [8-10]     |
| 9.  | 21 settembre 2024 | ForteVillage ITF Trophy, Pula                | Terra rossa | Julie Štruplová    | Aliona Bolsova Eva Vedder            | 3-6, 3-6             |
| 10. | 15 marzo 2025     | GlobalPharma Cup, Solarino                   | Sintetico   | Sofia Costoulas    | Viktória Hrunčáková Katarína Kužmová | 7-6(4), 4-6, [5-10]  |
| 11. | 12 aprile 2025    | ForteVillage ITF Trophy, Pula                | Terra rossa | Antonia Schmidt    | Hikaru Satō Ikumi Yamazaki           | 6(4)-7, 6-1, [10-12] |
| 12. | 9 agosto 2025     | Kursumlijska Women's, Kuršumlija             | Terra rossa | Martha Matoula     | Aleksandra Šubladze Ksenija Zajceva  | 2-6, 1-6             |

## Grand Slam Junior

### Doppio

#### Sconfitte (1)
| Tornei del Grande Slam  |
| ----------------------- |
| Australian Open (1)     |
| Open di Francia (0)     |
| Torneo di Wimbledon (0) |
| US Open (0)             |

| N. | Data            | Torneo                     | Superficie | Compagna     | Avversaria in finale                    | Punteggio |
| 1. | 31 gennaio 2015 | Australian Open, Melbourne | Cemento    | Greet Minnen | Miriam Kolodziejová Markéta Vondroušová | 5-7, 4-6  |